# Bliss (cràter)
Bliss és un petit cràter d'impacte lunar que es troba just a l'oest del cràter Plató, en una regió continental de baix albedo que s'estén entre el Mare Imbrium i el Mare Frigoris. Té forma de bol, amb una petita plataforma interior en el punt mitjà i una vora exterior un poc erosionada.
En 2000, la Unió Astronòmica Internacional (UAI) va assignar a aquest cràter el nom de Nathaniel Bliss, quart astrònom real, l'únic dels astrònoms reals britànics que quedava sense un cos astronòmic dedicat en la seva memòria. Aquesta revisió va ser anunciat per l'Assemblea General de la UAI en la XXIV Assemblea del 15 d'agost de 2000. El nou nom del cràter va ser suggerit originalment per Patrick Moore.

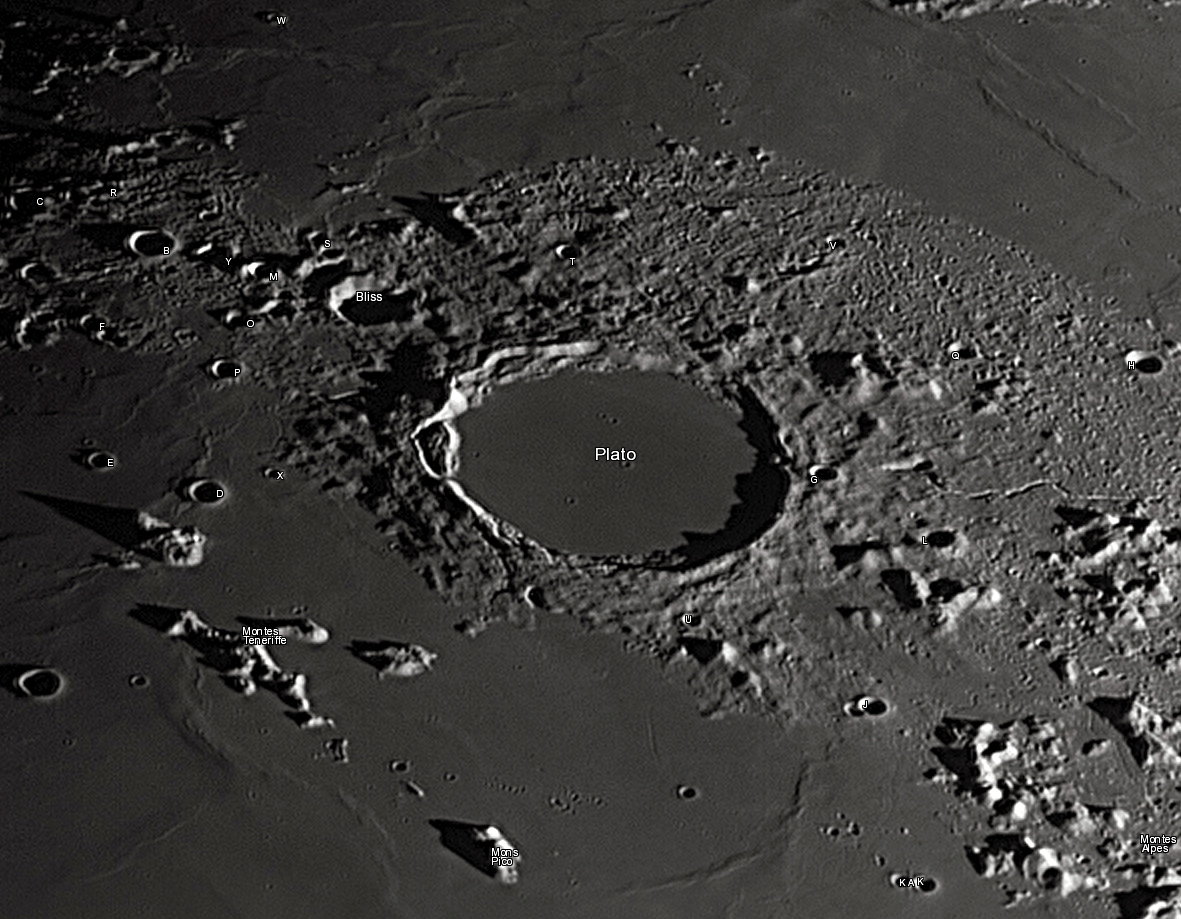
Vista del cràter Plató, amb Bliss al nord-oest

Ha de tenir-se en compte que en el butlletí en el qual es va anunciar el nom d'aquest cràter es deia que es troba entre el cràter Plató i Mons Piton al sud i es descrivia com un palimpsest. No obstant,això es va deure a una confusió, i Bliss és en realitat el cràter conegut fins llavors com a Plat A. També és conegut no oficialment a vegades com a Antic Newton (que no ha de ser confós amb el cràter Newton).